# Inconfidência Mineira
Inconfidência Mineira, também referida como Conjuração Mineira, foi uma conspiração de natureza separatista que ocorreu na então capitania de Minas Gerais, Estado do Brasil, entre outros motivos, contra a execução da derrama e o domínio português, sendo reprimida pela Coroa portuguesa em 1789.

## InconfidênciaouConjuração?
A diferença entre os termos Inconfidência e Conjuração pode ser elucidada com base histórica e semântica. 
Inconfidência era originalmente utilizado no século XVIII com o significado de traição ou deslealdade ao rei, conforme explicado pelo professor Luiz Carlos Villalta. O termo foi adotado pela coroa portuguesa para desqualificar aqueles que se insurgiam contra seu domínio, sendo um dos movimentos mais conhecidos sob esse nome a Inconfidência Mineira, desmantelada em 1789, liderada por figuras como Tiradentes, que buscavam a independência de Minas Gerais do jugo colonial português.
Por outro lado, Conjuração Mineira é um termo mais recentemente adotado para descrever o mesmo movimento. Esse termo se aproxima mais dos ideais e intenções dos participantes da revolta, pois denota uma ação planejada para alcançar um objetivo político específico, neste caso, a emancipação de Minas Gerais. A palavra conjuração também carrega menor carga pejorativa do que inconfidência, pois não implica traição, mas sim um movimento conspiratório - nesse caso, contra a autoridade percebida como opressiva.
Ao adotar o termo conjuração, reconhece-se a legitimidade dos anseios por liberdade e autonomia política dos rebeldes, situando-os dentro de um movimento mais amplo de resistência e transformação social da época, e seu uso tem sido amplamente aceito e adotado na historiografia contemporânea, refletindo uma revisão crítica da terminologia histórica e uma tentativa de representar de maneira mais fiel os eventos e motivações dos envolvidos.

## Contexto de sedições nas Minas
Desde a primeira metade do século XVIII ocorreram na capitania de Minas Gerais sucessivos motins. As razões para tais ocorrências variavam em torno de questões como tributação, abastecimento de alimentos e ações das autoridades, com destaque para a Guerra dos Emboabas e a Revolta de Filipe dos Santos. Enquanto alguns levantes buscavam apenas a restauração de um equilíbrio de poder, outros afrontaram a imposição da soberania régia. Foi o caso da sedição do sertão do rio São Francisco, ocorrida em 1736 e que se voltou contra as autoridades reais e a capitação — cobrança dos quintos reais realizada com base no número de escravos.
Durante o reinado de José I (1750–1777), eclodiram inconfidências em locais isolados de Minas — Curvelo (1760-1763), Mariana (1769), Sabará (1775) e de novo Curvelo (1776) —, sempre em função de atritos com autoridades e seus aliados. Ao contrário da Inconfidência Mineira, esses motins anteriores implicavam manifestações concretas de violência, com a população na rua, arruaças, vivas à liberdade e referência a apoios de outras potências colonizadoras.
A partir do final do século XVIII, houve uma diminuição na produção de ouro nas Minas Gerais. Como resposta a essa situação, a Coroa portuguesa tomou medidas para intensificar o controle fiscal sobre sua colônia na América do Sul. Em 1785, foi promulgada uma proibição das atividades fabris e artesanais na colônia. Esta medida foi justificada sob a alegação de que os colonos estavam desviando seus esforços das atividades agrícolas e da exploração das terras para se dedicarem às manufaturas, o que resultaria em prejuízos para a agricultura e a exploração das sesmarias. Além disso, foram implementadas taxações severas sobre os produtos provenientes da metrópole.

## Antecedentes

### Vila Rica
Os principais acontecimentos da Inconfidência Mineira ocorreram em  Vila Rica. Consta que as primeiras pessoas ali chegaram por volta do final do século XVII, sendo que o primitivo arraial tomou grande impulso entre os anos de 1700 a 1705. Em 1711, os diversos agrupamentos populacionais da região acabaram sendo reunidos num só núcleo, sendo elevado à categoria de “vila” com o nome de Vila Rica de Nossa Senhora do Pilar de Albuquerque, em homenagem a António de Noronha de Albuquerque, que ocupava o cargo de governador da recém-fundada capitania de São Paulo e das Minas do Ouro. João V, que passara a ocupar o trono português a partir do início de 1707 no lugar de seu pai, Pedro II de Portugal, abreviou-lhe o nome apenas para Vila Rica.[carece de fontes?]
Em pouco tempo, Vila Rica cresceu enormemente e, em 1723, já havia se tornado a capital das Minas Gerais. Por volta da metade do século XVIII, haveria de se transformar na maior cidade brasileira e o principal centro econômico da América portuguesa. Os homens mais ricos da colônia fariam da cidade o local de suas residências, bem como os mais destacados intelectuais. Existiam muitas construções de dois andares, as ruas centrais eram pavimentadas com pedras, ao contrário da maior parte das cidades do Brasil, e as igrejas apresentavam altares revestidos com ouro. Em 1786 apenas vinte e sete estudantes brasileiros estudavam na Universidade de Coimbra, sendo doze deles oriundos da capitania das Minas.

### Casas de Fundição

Mapa de rendimento do ouro nas Reais Casas de Fundição em Minas Gerais, entre julho e setembro de 1767. Arquivo Nacional.

Todas as terras do Brasil pertenciam ao Reino de Portugal, personificado pela pessoa de seu rei. Este permitiria a qualquer súdito explorar as suas riquezas, exigindo em troca apenas uma pequena parcela para si, ou seja, o quinto. O grande problema era a forma como se procedia à arrecadação. Ninguém poderia sair da capitania, levando ouro que não tivesse sido quintado. Aliás, a partir do início do funcionamento das casas de fundição, ninguém mais poderia carregar ouro em pó. Esta medida provocou enorme descontentamento na população, pois nem todos tinham ouro suficiente para ser transformados em barras, como os mais pobres, que nunca juntavam o suficiente e, por isso, continuaram vivendo como se a lei não os alcançasse. Além do mais, tal proibição acabou gerando problemas sérios no comércio, uma vez que o ouro em pó constituía-se na principal moeda de troca da época, pois era fácil pesar e fragmentar.
Em setembro de 1717, o Conde de Assumar criou a primeira casa de fundição em Minas. Até a construção delas, os mineradores que pagavam os impostos sobre a extração do ouro recebiam certificados de pagamento. Quem não exibisse este documento, teria todo seu ouro confiscado. Em 11 de fevereiro de 1719, Dom João V assina uma lei criando as casas de fundição, mudando novamente as regras para a cobrança do imposto. Proibia-se terminantemente a circulação de ouro em pó. Quem fosse apanhado com isso e não estivesse se dirigindo para as Casas de Fundição seria tratado como contrabandista, teria seus bens confiscados e poderia, até mesmo, ser deportado para a África. Era mais uma tentativa que visava acabar com o contrabando e que, evidentemente, não deu certo. Todo o ouro extraído das minas deveria ser levado até as casas de fundição, onde seria pesado e transformado em barras, recebendo o selo real. Neste processo, descontavam-se automaticamente não só os vinte por cento referentes ao quinto, como também todas as despesas da própria fundição. Tão logo as casa de fundição começaram a funcionar, João V teve a grata satisfação de ver a sua receita real aumentar enormemente. Em 1724 foram arrecadadas em torno de 36 arrobas de ouro. No ano seguinte, a arrecadação deu um salto extraordinário, subindo para 133 arrobas.

### Capitação e Derrama
Após a euforia inicial dos primeiros anos, João V, passou a achar que seus leais súditos estavam sonegando os impostos e lesando a Real Fazenda. Não importava quanto ouro arrecadassem. Para a corte portuguesa, as minas eram infinitas e, se não se alcançava a quantia desejada, era porque os mineradores empalmavam a parte que cabia ao rei por direito. As casas de fundição não serviam mais para seus intentos. Então, a Coroa decidiu acabar com elas, substituindo-as por um novo sistema de arrecadação: a Capitação, no qual os impostos eram "pagos por cabeça". O plano foi colocado em prática após o novo governador, André de Melo e Castro, Conde de Galveias, tomar posse a 1 de setembro de 1732. Estipulou-se que o valor pago seria da ordem de 17 gramas de ouro por escravo a cada seis meses.
A arrecadação real em 1749 tinha sido de quase 1800 quilos de ouro. Porém, a coroa portuguesa não estava satisfeita e decidiu restabelecer o regime dos quintos arrecadados nas casas de fundição. Em 1783 foi nomeado para governador da capitania de Minas Gerais Luís da Cunha Meneses, reputado pela sua arbitrariedade e violência. Sem compreender a real razão do declínio da produção aurífera - o esgotamento das jazidas de aluvião - e atribuindo o fato ao "descaminho" (contrabando), Meneses estabeleceu uma cota mínima a ser paga por ano: cem arrobas de ouro. Caso este valor não fosse atingido, a Coroa lançava a derrama, uma contribuição coletiva, rateada entre todos os moradores da capitania, mineradores ou não, para cobrir os prejuízos do rei.
Até 1766, a cota foi sempre atingida. Contudo, com o esgotamento das minas, os mineiros não conseguiram mais pagar o tributo, que foi se acumulando ano a ano. Então, por volta de 1788, começa-se a se falar que a derrama seria cobrada e todos iriam à falência.

## A Conjuração

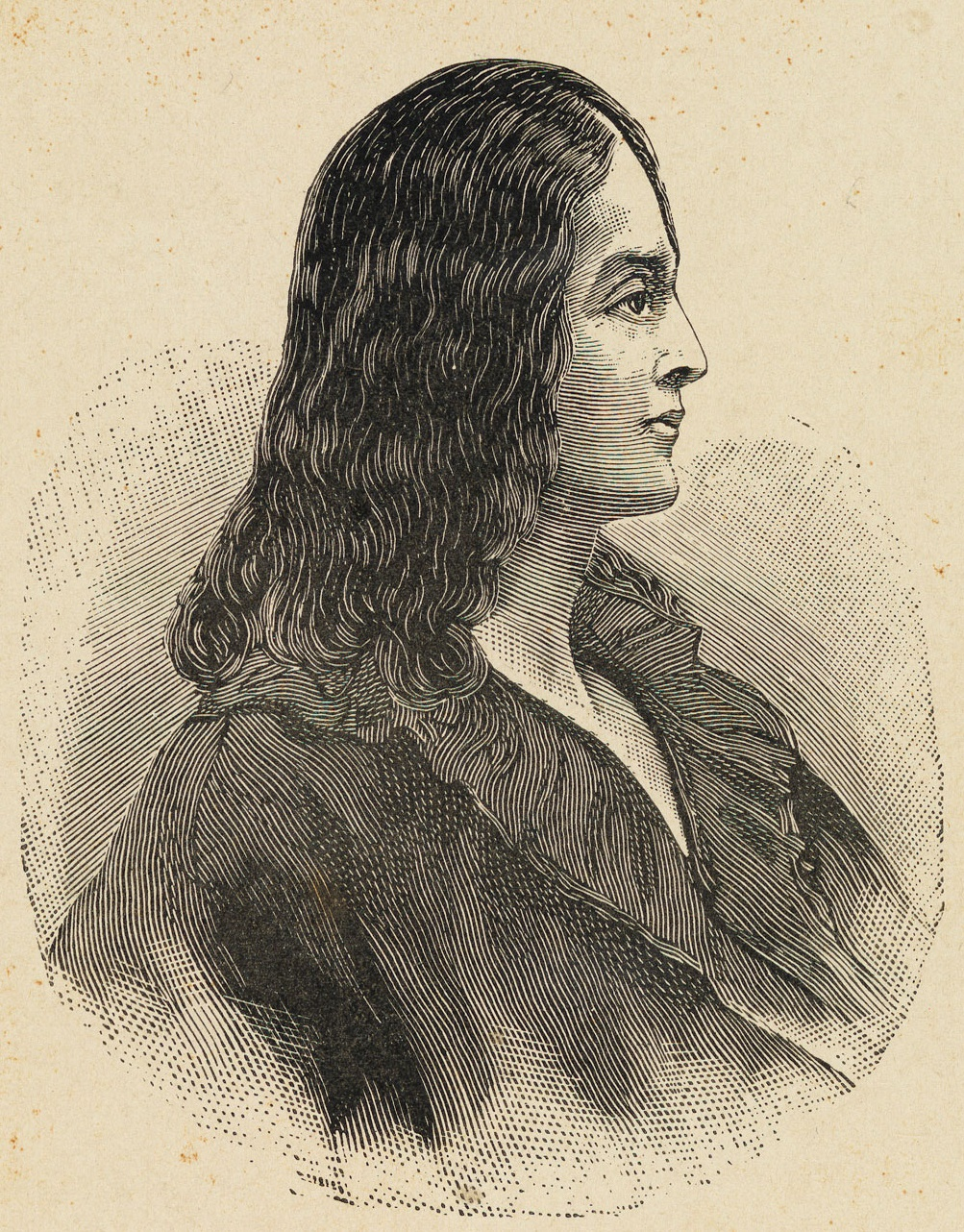
O poeta árcade Tomás Antônio Gonzaga, uma das figuras do movimento.

Durante o período colonial do Brasil, a classe mais abastada de Minas Gerais, composta por proprietários rurais, comerciantes, intelectuais, clérigos e militares, estava descontente com a dominação portuguesa. Alguns dos indivíduos insatisfeitos, em sua maioria membros desta classe abastada, começaram a se reunir em conspiração contra o domínio colonial. Entre os conspiradores destacavam-se nomes como João Rodrigues de Macedo, Domingos de Abreu Vieira, os padres José da Silva e Oliveira Rolim, Manuel Rodrigues da Costa, Carlos Correia de Toledo e Melo, cônego Luís Vieira da Silva, os poetas Cláudio Manuel da Costa, Inácio José de Alvarenga Peixoto e Tomás Antônio Gonzaga, coronel Francisco Antônio de Oliveira Lopes, capitão José de Resende Costa e seu filho José de Resende Costa (filho), sargento-mor Luiz Vaz de Toledo Piza e alferes Joaquim José da Silva Xavier, conhecido como "Tiradentes".[carece de fontes?]

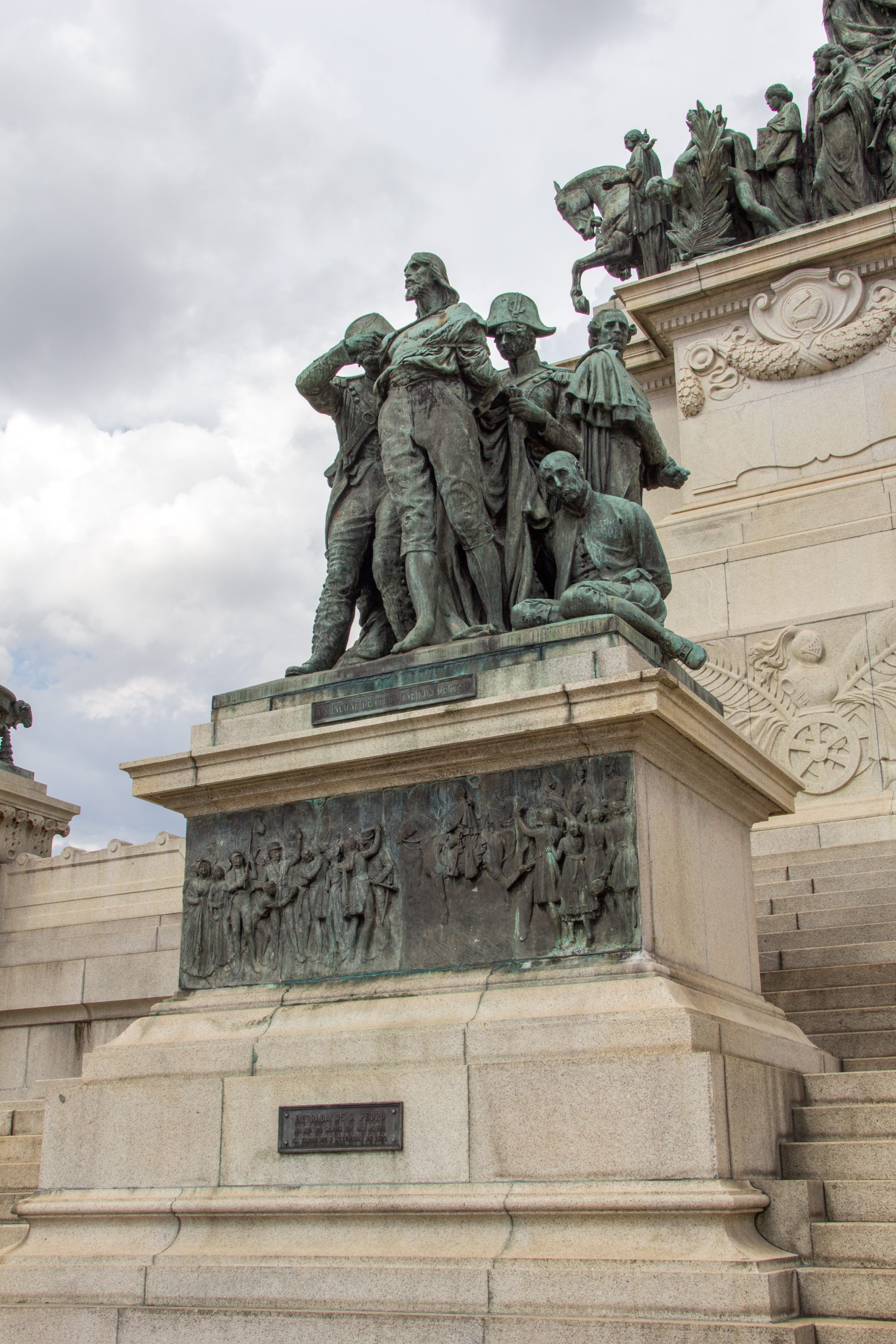
Grupo escultórico representando Os inconfidentes mineiros de 1789 do Monumento à Independência do Brasil (Parque da Independência, São Paulo - SP).

A intenção dessa conspiração, conhecida como Inconfidência Mineira, era libertar Minas Gerais do domínio português e estabelecer um país independente. No entanto, naquele momento, não havia uma intenção de libertar toda a colônia brasileira, pois a identidade nacional ainda não havia se consolidado. Inspirados pelos ideais iluministas da França e pela independência dos Estados Unidos da América, os conspiradores optaram pela forma de governo republicana. É importante ressaltar que não havia a intenção de abolir a escravidão, uma vez que muitos dos participantes do movimento eram proprietários de escravizados.[carece de fontes?]
As reuniões conspiratórias ocorriam em diferentes locais, incluindo as casas de Cláudio Manuel da Costa e Tomás Antônio Gonzaga, onde foram discutidos os planos e as leis para a nova ordem. Foi nesse contexto que a bandeira da nova República foi concebida: um pavilhão branco com um triângulo e a inscrição em latim Libertas Quæ Sera Tamen, que os poetas inconfidentes interpretaram como "liberdade ainda que tardia", tendo parte desse verso sido adaptada da primeira écloga de Virgílio.[carece de fontes?]
No entanto, o novo governador das Minas Gerais, Luís António Furtado de Castro do Rio de Mendonça e Faro, visconde de Barbacena, foi enviado com ordens expressas para impor a derrama, um tributo que despertava grande insatisfação entre a população. Os conspiradores decidiram que a revolução deveria ocorrer no dia em que a derrama fosse decretada, na esperança de contar com o apoio do povo descontente e de tropas sublevadas, almejando assim a vitória do movimento.[carece de fontes?]

## Prisões e julgamentos
A conspiração foi desmantelada em 1789. O movimento foi traído por Joaquim Silvério dos Reis, que fez a denúncia para obter perdão de suas dívidas com a Coroa. O visconde de Barbacena mandou abrir, em junho de 1789, a sua Devassa com base nas denúncias de Silvério dos Reis, Basílio de Brito Malheiro do Lago, Inácio Correia Pamplona, tenente-coronel Francisco de Paula Freire de Andrade, Francisco Antônio de Oliveira Lopes, Domingos de Abreu Vieira e de Domingos Vidal Barbosa Lage.[carece de fontes?]
Os réus foram acusados do crime de "lesa-majestade" como previsto pelas Ordenações Filipinas, Livro V, título 6, materializado em "inconfidência" (falta de fidelidade ao rei):
"Lesa-majestade quer dizer traição cometida contra a pessoa do Rei, ou seu Real Estado, que é tão grave e abominável crime, e que os antigos Sabedores tanto estranharam, que o comparavam à lepra; porque assim como esta enfermidade enche todo o corpo, sem nunca mais se poder curar, e empece ainda aos descendentes de quem a tem, e aos que ele conversam, pelo que é apartado da comunicação da gente: assim o erro de traição condena o que a comete, e  empece e infama os que de sua linha descendem, posto que não tenham culpa."

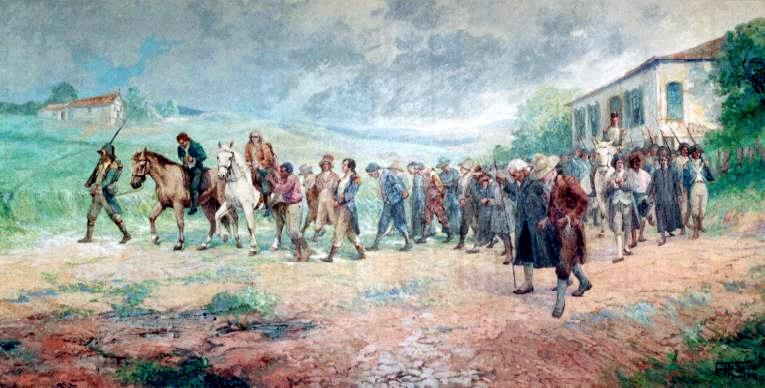
Jornada dos Mártires, de Antônio Parreiras. Retrata a passagem, em Matias Barbosa, dos inconfidentes presos.

Os líderes do movimento foram detidos e enviados para o Rio de Janeiro. Ainda em Vila Rica (atual Ouro Preto), Cláudio Manuel da Costa morreu na prisão na Casa dos Contos, onde estava preso assim como outros conspiradores com altos títulos sociais, e onde se acredita que tenha sido assassinado, suspeitando-se, em nossos dias, que a mando do próprio Governador. Durante o inquérito judicial, todos negaram a sua participação no movimento, menos o alferes Joaquim José da Silva Xavier, que assumiu a responsabilidade de chefia do movimento.[carece de fontes?]
Em 18 de abril de 1792 foi lida a sentença no Rio de Janeiro. Doze dos inconfidentes foram condenados à morte. Mas, em audiência no dia seguinte, foi lido decreto de Maria I de Portugal pelo qual todos, à exceção de Tiradentes, tiveram a pena comutada.
Os degredados civis e militares foram remetidos para as colônias portuguesas na África, e os religiosos recolhidos a conventos em Portugal. Entre os primeiros, viriam a falecer pouco depois de terem chegado à África, o contratador Domingos de Abreu Vieira, o poeta Alvarenga Peixoto e o médico Domingos Vidal Barbosa Lage. Os sobreviventes reergueram-se integrados no comércio e na administração local, alguns mesmo tendo se reintegrado na vida política brasileira.

### Condenados à morte

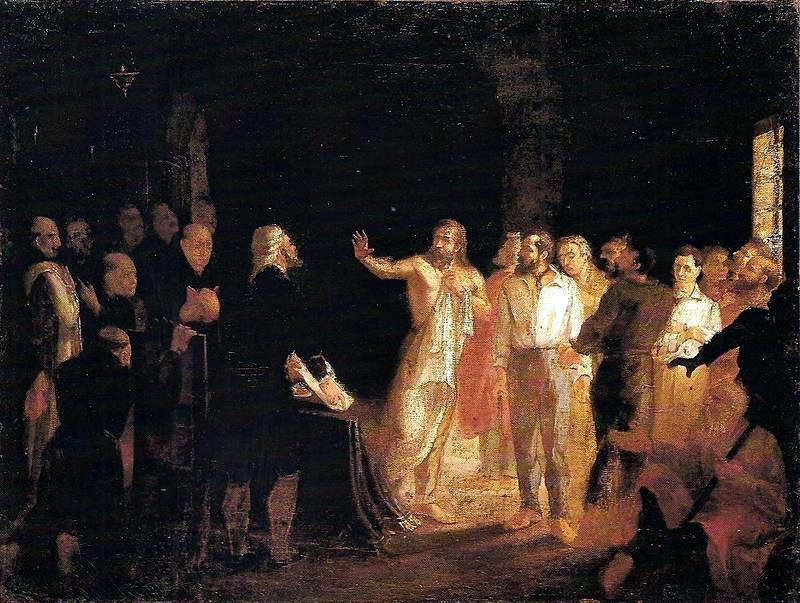
Óleo sobre tela de Leopoldino de Faria (1836-1911) retratando a Resposta de Tiradentes à comutação da pena de morte dos Inconfidentes. A tela foi encomendada pela Câmara Municipal de Ouro Preto no final do século XIX, para homenagear Tiradentes, o Mártir da Inconfidência, como passou a ser retratado após a Proclamação da República.

As penas de morte foram comutadas em pena de degredo, exceto a de Joaquim José da Silva Xavier, executado em 21 de abril de 1792.
Pena de morte
- Alferes Joaquim José da Silva Xavier — o Tiradentes

Pena de morte comutada para degredo
- Tenente-coronel Francisco de Paula Freire de Andrade
- José Álvares Maciel
- Coronel Inácio José de Alvarenga Peixoto
- Tenente-coronel Domingos de Abreu Vieira
- Coronel Francisco Antônio de Oliveira Lopes
- Sargento-mor Luiz Vaz de Toledo Piza
- Cirurgião Salvador Carvalho do Amaral Gurgel

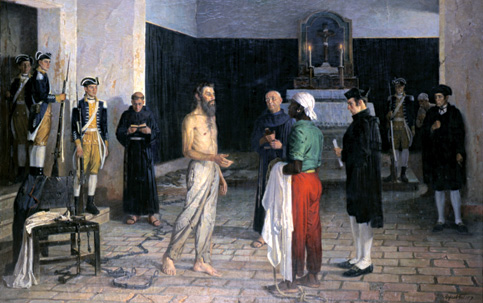
Joaquim José da Silva Xavier, perante seu carrasco, momentos antes da execução. Obra de Rafael Falco. 1951.

- Capitão José de Resende Costa
- José de Resende Costa (filho)
- Domingos Vidal de Barbosa Laje

### Condenados a degredo perpétuo
- Desembargador Tomás Antônio Gonzaga
- Capitão Vicente Vieira da Mota
- Coronel José Aires Gomes
- Antônio de Oliveira Lopes
- João da Costa Rodrigues
- Vitoriano Gonçalves Veloso (foi açoitado antes de ser degredado)

### Condenados a exílio de dez anos

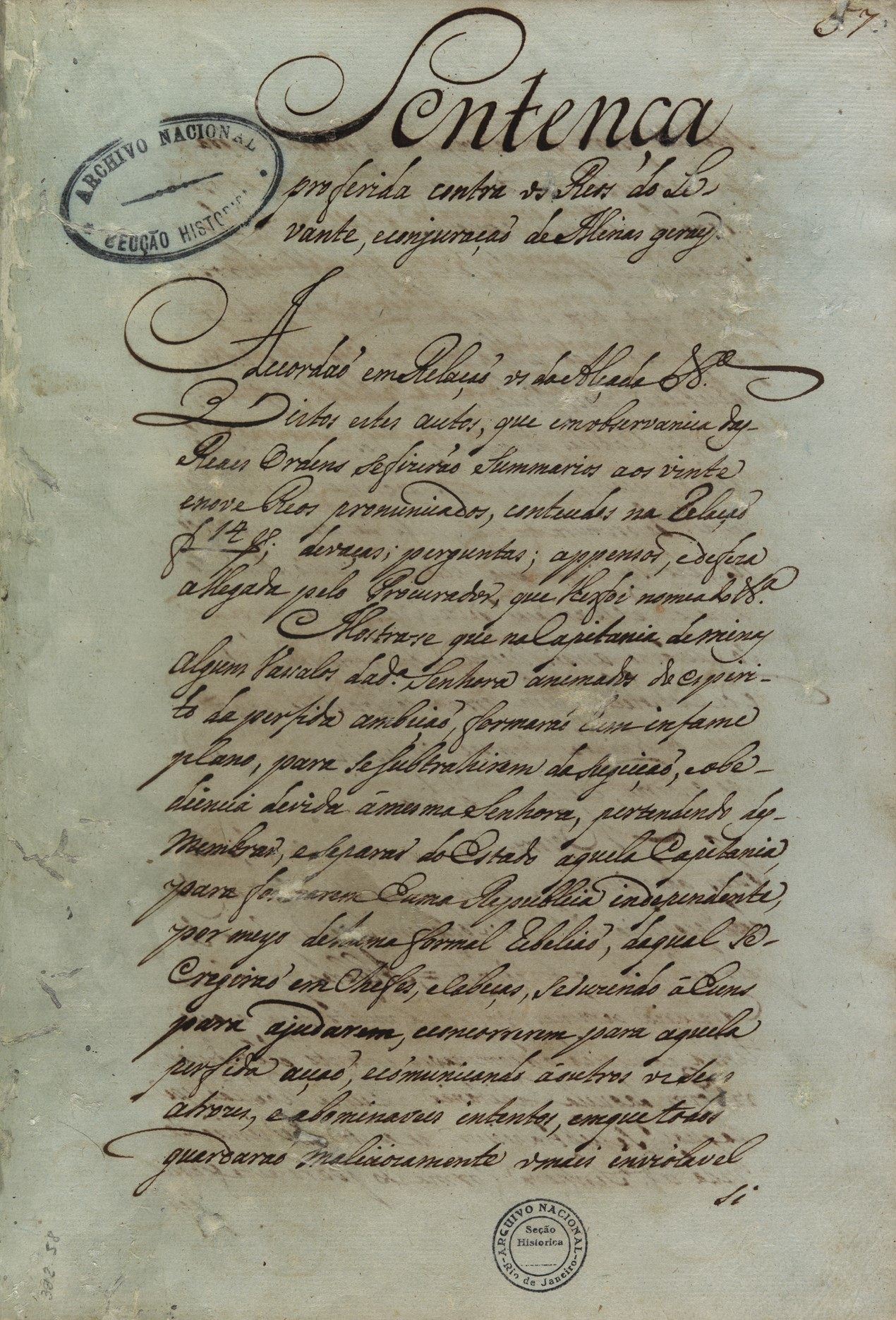
Sentença proferida contra os réus do levante e conjuração de Minas Gerais, 1792. Arquivo Nacional.

- Capitão João Dias da Mota
- Tenente Fernando José Ribeiro

### Condenado àsgalés
- José Martins Borges

### "Mandados em paz"
- Faustinho Soares de Araújo
- Manuel da Costa Capanema (ou Manuel da Silva Capanema)

### Absolvidos
- Domingos Fernandes da Cruz
- Alexandre Silva (ou Alexandre Pardo)
- Manoel José de Miranda
- João Francisco das Chagas

### Falecidos no cárcere
- Cláudio Manuel da Costa
- Capitão Manuel Joaquim de Sá Pinto do Rego Fortes
- Francisco José de Mello

### Sentença sigilosa (réus clérigos)
- Cônego Luís Vieira da Silva
- Padre José da Silva e Oliveira Rolim
- Padre Carlos Correia de Toledo e Melo
- Padre Manuel Rodrigues da Costa
- Padre José Lopes de Oliveira

## Execução de Tiradentes

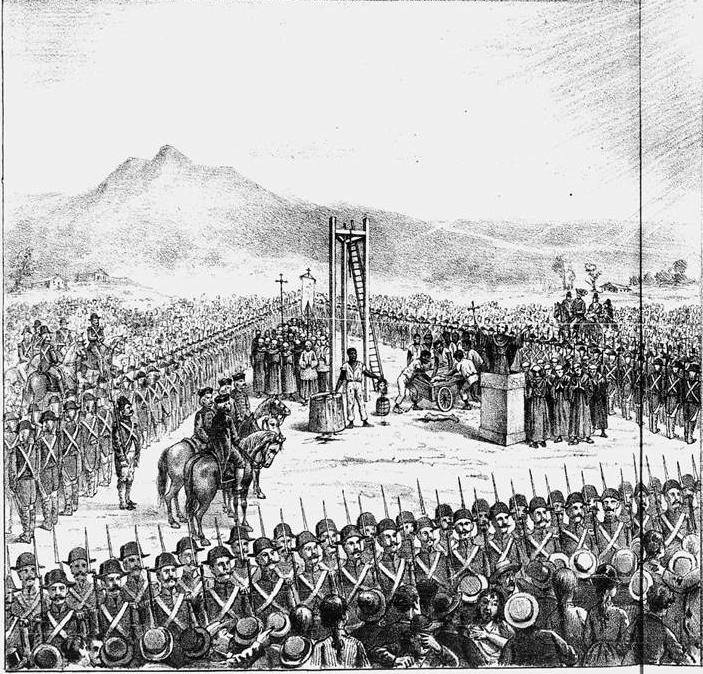
Execução de Joaquim José da Silva Xavier, o Tiradentes, no dia 21 de abril de 1792 (Reconstrução histórica feita sob apontamentos do Barão Homem de Mello, publicada na Revista Illustrada).

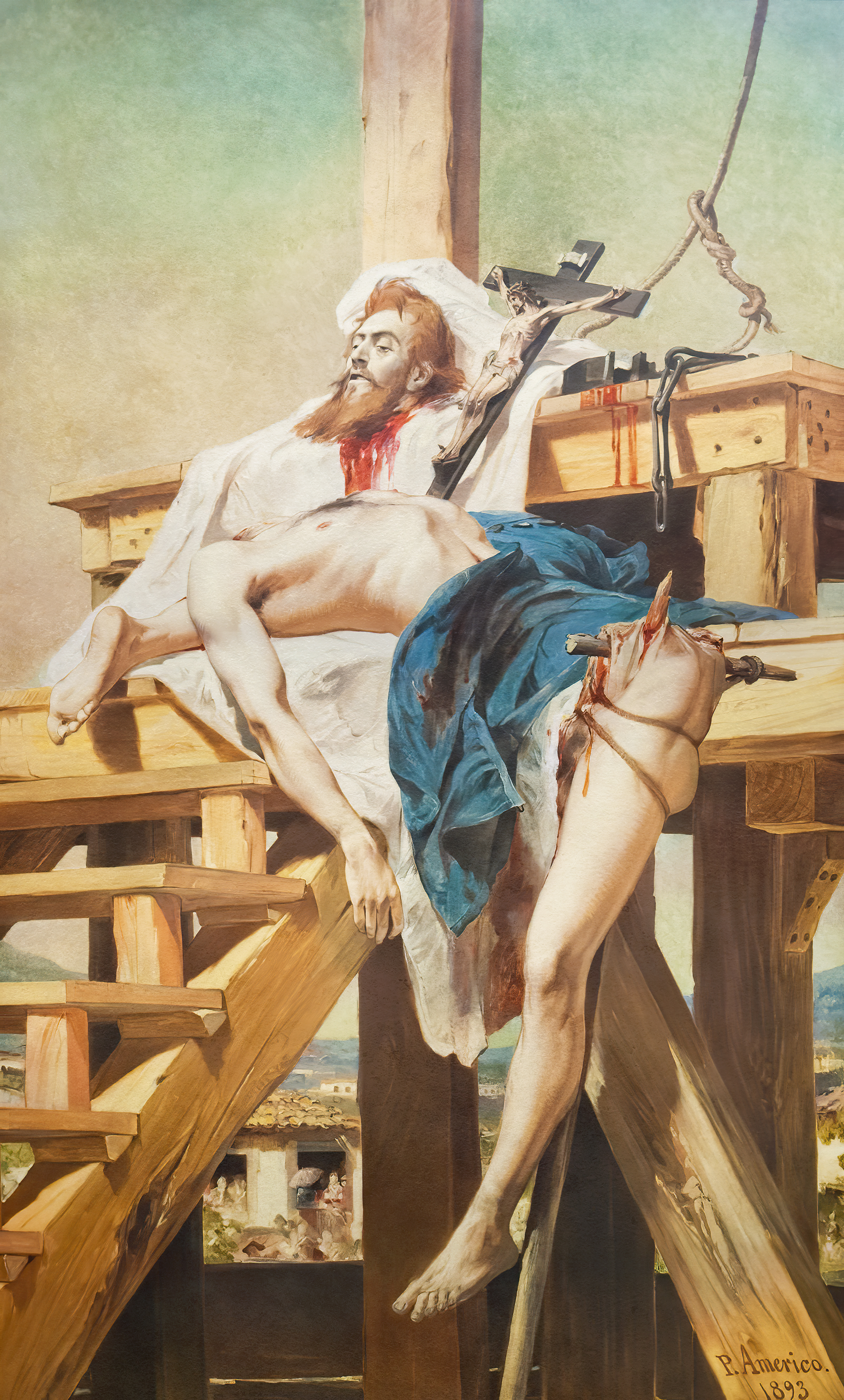
Tiradentes esquartejado (Pedro Américo, 1893).

Tiradentes foi o único condenado à morte por enforcamento, sendo a sentença executada publicamente em 21 de abril de 1792, no Campo da Lampadosa. Outros inconfidentes haviam sido condenados à morte, mas tiveram suas penas comutadas para degredo. Após a execução, o corpo foi levado em uma carreta do Exército para a Casa do Trem (hoje parte do Museu Histórico Nacional), onde foi esquartejado. O tronco do corpo foi entregue à Santa Casa da Misericórdia, sendo enterrado como indigente. A cabeça e os quatro pedaços do corpo foram salgados, para não apodrecerem rapidamente, acondicionados em sacos de couro e enviados para as Minas Gerais, sendo  pregados em pontos do Caminho Novo onde Tiradentes pregou suas ideias revolucionárias. A cabeça foi exposta em Vila Rica (atual Ouro Preto), no alto de um poste defronte à sede do governo. O castigo era exemplar, a fim de dissuadir qualquer outra tentativa de questionamento do poder da metrópole.[carece de fontes?]

## A conjuração mineira e os Estados Unidos
Em outubro de 1786, Thomas Jefferson, então embaixador dos Estados Unidos na França, recebeu uma correspondência oriunda da Universidade de Montpellier, assinada com o pseudônimo de Vendek. O missivista dizia ter assunto muito importante a tratar, porém queria que Jefferson recomendasse um canal seguro para a correspondência. Jefferson procurou fazer imediatamente, sendo que em maio do ano seguinte, 1787, a pretexto de visitar as antiguidades de Nîmes, Jefferson acertou um encontro com Vendek. Jefferson comunicou a sua conversa com Vendek à comissão para a correspondência secreta do congresso continental americano: "Eles consideram a Revolução Norte-Americana como um precedente para a sua", escreveu o embaixador; "pensam que os Estados Unidos é que poderiam dar-lhes um apoio honesto e, por vários motivos, simpatizam conosco (...) no caso de uma revolução vitoriosa no Brasil, um governo republicano seria instalado".
Vendek era José Joaquim Maia e Barbalho, estudante da Universidade de Coimbra (1782–1785) e da Universidade de Montpellier (1786–1787). Jefferson respondeu a Maia que não tinha autoridade para assumir um compromisso oficial, mas que uma revolução vitoriosa no Brasil, obviamente, disse ele, "não seria desinteressante para os Estados Unidos, e a perspectiva de lucros poderia, talvez, atrair um certo número de pessoas para a sua causa, e motivos mais elevados atrairiam outras". mostra-se.
O episódio ficou conhecido como "Missão Vendek". Domingos Vidal Barbosa Lage confessou que José Joaquim Maia e Barbalho teria ficado profundamente decepcionado com a atitude de Thomas Jefferson, que aconselhara o Brasil a conquistar sua liberdade através das próprias forças, sem oferecer apoio logístico. José Joaquim Maia e Barbalho disse que o embaixador norte-americano havia o julgado “pela casca”, ou seja, por sua aparência e pelas suas roupas.
Um relatório minucioso dos comentários de Jefferson pode ter chegado ao Estado do Brasil pelas mãos de Domingos Vidal Barbosa Lage, médico formado na Universidade de Montpellier.[carece de fontes?]

## Legados
A Inconfidência Mineira transformou-se em símbolo máximo de resistência para os mineiros, a exemplo da Guerra dos Farrapos para os gaúchos, da Conjuração Baiana para os baianos, da Revolução Constitucionalista de 1932 para os paulistas, da Revolução Pernambucana de 1817 e Confederação do Equador de 1824 para os Pernambucanos. A bandeira idealizada pelos inconfidentes foi adotada por Minas Gerais. Tiradentes foi alçado pela República Brasileira à condição de mártir da independência do Brasil e como um dos precursores da República no país.[carece de fontes?]

Possíveis variações da bandeira dos inconfidentes
1789
Outra proposta
Atual bandeira de Minas Gerais

### Dia da Liberdade
O Dia da Liberdade ou Dia Nacional da Liberdade foi instituído no Brasil através da Lei nº 13 117, de 7 de maio de 2015. A data já era comemorada nos Estados de Minas Gerais. e do Rio de Janeiro O Dia Nacional da Liberdade remete à data do batismo de Joaquim José da Silva Xavier (12 de novembro de 1746).

## Outras conjurações em domínios portugueses
- Conjuração dos Távoras (1758)
- Conspiração do Curvelo (década de 1760)
- Conjuração dos Pintos (1787)
- Conjuração Carioca (1794)
- Conjuração Baiana (1796)
- Conspiração dos Suassunas (1801)
- Revolução Pernambucana (1817)